# Osbornellus ritanus
Osbornellus ritanus är en insektsart som beskrevs av Ball 1932. Osbornellus ritanus ingår i släktet Osbornellus och familjen dvärgstritar. Inga underarter finns listade i Catalogue of Life.